# Novîkî, Zbaraj
Novîkî (în ucraineană Новики) este localitatea de reședință a comunei Novîkî din raionul Zbaraj, regiunea Ternopil, Ucraina. Satul este situat în nord-estul regiunii istorice Galiția.

## Demografie
Componența lingvistică a localității Novîkî
     Ucraineană (99,5%)
     Alte limbi (0,5%)
Conform recensământului din 2001, majoritatea populației localității Novîkî era vorbitoare de ucraineană (99,5%), existând în minoritate și vorbitori de alte limbi.